# マサイ語
マサイ語（マサイご、英: Maasai, Masai、原語名: olMaa）は、東ナイル諸語に属する言語の一つである。話者はケニア南部やタンザニア北部に居住するマサイ族の人々である。マー語（マーご、Maa）とも呼ばれる。

## 分類
下位区分としてKeekonyokie方言、Purko方言、Wuasinkishu (Moitanik)方言などが存在する。また、系統の近い言語にはサンブル語が存在する。

## 音韻論

### 子音
|        |                | 唇音      | 歯茎音    | 歯茎硬口蓋音 / 硬口蓋音  | 軟口蓋音       | 声門音    |
| ------ | -------------- | --------- | --------- | ------------------------ | -------------- | --------- |
| 鼻音   | 鼻音           | /m/       | /n/       | /ɲ/ (ny)                 | /ŋ/ (ŋ or ng') |           |
| 破裂音 | 無声音         | /p/       | /t/       |                          | /k/            | / ʔ / (') |
| 破裂音 | 入破音／声門化 | /ɓ/ (b)   | /ɗ/ (d)   | /ʄ/ or [dʒ] (j)          | /ɠ/ (g)        |           |
| 摩擦音 | 摩擦音         |           | /s/       | /ʃ/ (sh);子音後[tʃ] (ch) |                | /h/       |
| 流音   | 側面音         |           | /l/       |                          |                |           |
| 流音   | はじき音       |           | /ɾ/ (r)   |                          |                |           |
| 流音   | ふるえ音       |           | / r̃/ (rr) |                          |                |           |
| 半母音 | 軟音           | /w/       |           | /j/ (y)                  |                |           |
| 半母音 | 硬音           | /ww/ (wu) |           | /jj/ (yi)                |                |           |

### 母音
母音調和が存在する。前方舌根性（[+ATR]）の素性を持つ緊喉母音/i/, /e/, (/ɑ/), /o/, /u/と[-ATR]の素性を有する非緊喉母音/ɪ/, /ɛ/, /a/, /ɔ/, /ʊ/の組み合わせが対立する。但し、表記によっては両者の違いが区別されない場合がある。

### 声調
高・中・低と下降声調が存在する。声調は名詞の主格と対格（絶対格）とを弁別する上で重要な役割を果たしている。

## 表記法
マサイ語に統一された正書法は存在しないが、複数の表記が試みられている。そのいずれにも共通する要素は、ラテン文字を基礎としている点である。Frans Molによると、マサイ語が最初に活字で表されたのは1854年に宣教師ヨハン・ルートヴィヒ・クラプフが著したVocabulary of the Engutuk Eloikobによってである。その後Hollis (1905)やTucker & Mpaayei (1955)にも同様の形式が継承され、オレゴン大学のDoris L. Payneらによる声調を反映した表記も現れた。

### アルファベット
|      | Payne & Ole-Kotikash (2008) | 音価 | 備考                                                               |
| ---- | --------------------------- | ---- | ------------------------------------------------------------------ |
| a    | a                           | /a/  | /ɑ/は/a/の異音                                                     |
| b    | b                           | /ɓ/  |                                                                    |
| ch   | c                           | /tʃ/ | shの異音                                                           |
| d    | d                           | /ɗ/  |                                                                    |
| e    | e                           | /e/  | [+ATR] (en)                                                        |
| e    | ɛ                           | /ɛ/  | [-ATR] (en)                                                        |
| g    | g                           | /ɠ/  |                                                                    |
| 不明 | h                           | /h/  |                                                                    |
| i    | i                           | /i/  | [+ATR]                                                             |
| i    | ɨ                           | /ɪ/  | [-ATR]                                                             |
| j    | j                           | /ɗʒ/ |                                                                    |
| k    | k                           | /k/  | 母音と母音の間では有声化して/ɡ/となる傾向がある。                  |
| l    | l                           | /l/  |                                                                    |
| m    | m                           | /m/  |                                                                    |
| n    | n                           | /n/  | 硬口蓋音や歯茎硬口蓋音などの前では/ɲ/、軟口蓋音の前では/ŋ/となる。 |
| ny   | ny                          | /ɳ/  |                                                                    |
| ng'  | ŋ                           | /ŋ/  | ng'の綴りはスワヒリ語での表し方。Allan (1990:179)も参照。          |
| o    | o                           | /o/  | [+ATR]                                                             |
| o    | ɔ                           | /ɔ/  | [-ATR]                                                             |
| p    | p                           | /p/  | 母音と母音の間では有声化して/b/となり得る。                        |
| r    | r                           | /ɾ/  |                                                                    |
| rr   | rr                          | /r/  |                                                                    |
| s    | s                           | /s/  |                                                                    |
| sh   | sh                          | /ʃ/  | ch/cに変形しうる                                                   |
| t    | t                           | /t/  |                                                                    |
| u    | u                           | /u/  | [+ATR]                                                             |
| u    | ʉ                           | /ʊ/  | [-ATR]                                                             |
| w    | w                           | /w/  |                                                                    |
| wu   | wu                          | /w*/ |                                                                    |
| y    | y                           | /j/  |                                                                    |
| yi   | yi                          | /j*/ |                                                                    |
|      | '                           | /ʔ/  |                                                                    |

## 文法

### 名詞

#### 性
名詞には男性と女性の区別があり、それらは接頭辞で表される。男性名詞にはɔl-, ol-, ɔ-, o-、女性名詞にはɛn-, en-, ɛ-, e-, ɛm-, em-, ɛnk-, enk-といった接頭辞がそれぞれ語根に付加される。

#### 数
基本的には単数形に接尾辞をつけて複数形を作るが、語によっては複数形に接尾辞をつけて単数形を表す場合もある。なお、接尾辞の形は語によって様々で一定しない。また、一部の語彙は単数形と複数形とで大きく形が異なる（例: olchani : ilkeek 〈木〉； enkiteng' : inkishu 〈牝牛〉）。

#### 格
対格と主格は同じ形だが、声調の違いにより弁別がなされる場合が多い。

### 形容詞
名詞同様に形態的な単数・複数の区別や声調による主格と対格の区別がある。形容詞が名詞を修飾する場合は名詞の後ろに置かれる。

### 動詞
動詞の活用は人称や相を表す接辞がつくタイプのものである。他動詞には以下のように、主語と目的語の呼応による複雑な変化が見られる。
|            |            | 目的語 | 目的語 | 目的語 |
| 一人称単数 | 二人称単数 | 三人称 |        |        |
| ---------- | ---------- | ------ | ------ | ------ |
| 主語       | 一人称単数 | -      | áá-lám | á-lám  |
| 主語       | 二人称単数 | kɨ́-lám | -      | ɨ́-lám  |
| 主語       | 三人称単数 | áa-lâm | kɨ́-lám | ɛ́-lám  |

### 語順
文の語順は基本的にはVSO型であるが、SとOの位置を交換する事は可能である。

## 語彙
以下に示される名詞は、いずれもPayne & Ole-Kotikash (2008) に掲載の対格形である。
- ɨl-Máásâɨ̂ （マーサイ）： （マーサイ族の自称、「マー語を話す人」の意[14]、複数形。単数・対格形はɔl-Máásaní）
- ɔ-lɛ́ɛ （オレエ[15]）： 男
- ɔl-payíán （オルバイヤン[16]）： 戦士を引退した既婚の男性[16]；　夫
- en-kitók （エンキトク[17]）： 女
- ɛnk-ayíóni （エンカイオニ）： （割礼を行う前の）少年
- en-títō （エンテイト）： 少女
- ɨl-mʉ́rran： 戦士、モラン[18] （複数形。単数・対格形はɔl-mʉ́rráni （オルモラニ[18]））
- ɔl-cɔrɛ́： （男性の）友人
- ɛn-corúɛ́t： （女性の）友人
- nabô （ナボ）： 1
- aré （アレ）: 2
- uní （ウニ）： 3
- （エワソ・ナイロビ）： 冷たい水（e-wúáso 〈川〉とNaɨrɔ́bɨ 〈冷たい〉の合成語。ケニアの首都ナイロビの地名の由来。）
- ol-dóínyó （オルドイニョ[19]）: 山 （参照： オルドイニョ・レンガイ）
- ol-reyíɛ́t / e-wúáso （オレイエフ/エワソ）: 川
- ɛnk-árɛ́ （エンカレ[20]）: 水
- ɔ-sɨ́nyáí （オシンヤイ）: 砂
- in-kulupúók （インクルプオク）: 土
- ol-caní （オルチャニ[21]）: 木 （複数・対格形はɨl-keék）
- o-sóít （オソイト）: 岩
- ɛn-kɔ́p （エンコプ[22]）: 大地；　地球
- （オロウアニ・ケリ）: チーター
- ɔl-ŋátúny （オルンガトゥニ）: ライオン
- ɔl-ŋɔjɨ́nɛ̀ （オルンゴジネ）[23]: ハイエナ
- olkáncáóí / ɔltɔ́mɛ́ / ɔ-lɛ́nkāɨ̄nā （オルカンチャオイ/オルトメ/オレンカイナ[24]）: 象
- ɔ-ɛ́kɛny （オエケンイ）: バブーン
- ol-óítíkó （オロイティコ）: シマウマ
- ɔl-mɛʉ́t （オルメウト）: キリン
- ɔl-árrɔ （オラッオ）: バッファロー
- ol-dîâ （オルディア）: 犬
- o-síkiria （オシキリア）: ロバ
- ɛn-kɨ́tɛ́ŋ （エンキテン[25]）: 牝牛 （複数・対格形はin-kíshú）
- en-kíné （エンキネ[26]）: ヤギ
- en-kérr （エンケル[26]）: 羊

以下は会話において用いられる表現である。
- ashê olêŋ[8] （アシ・オレン）： ありがとう
- （スパ・オレン）： 元気ですか？
- （イラ・スパ）： 元気ですか？
- （カジ・イングア）： どこから来たのですか？
- （カジ・イロ？）： どこへ行くのですか？
- （マヨ）: いりません
- éro[8] （エロ）： 〔同い年の男性同士の呼びかけの言葉〕 友よ

## 関連書籍
- Hollis, A. C. (1905) The Masai: their language and folklore. Oxford: Clarendon Press.
- Krapf, Johann Ludwig (1854) Vocabulary of the Engutuk Eloikob, or of the language of the Wakuafi-nation in the interior of equatorial Africa.
- Mol, Frans (1995) Lessons in Maa: a grammar of Maasai language. Lemek: Maasai Center.
- Tucker, Archibald N. & Mpaayei, J. Tompo Ole (1955) A Maasai grammar with vocabulary. London/New York/Toronto: Longmans, Green & Co.
- Vossen, Rainer (1982) The Eastern Nilotes. Linguistic and historical reconstructions (Kölner Beiträge zur Afrikanistik 9). Berlin: Dietrich Reimer.